# NGC 3268
NGC 3268 је елиптична галаксија у сазвежђу Шмрк (Пумпа) која се налази на NGC листи објеката дубоког неба.
Деклинација објекта је - 35° 19' 32" а ректасцензија 10h 30m 0,3s. Привидна величина (магнитуда) објекта NGC 3268 износи 11,5 а фотографска магнитуда 12,5. Налази се на удаљености од 41,283 милиона парсека од Сунца. NGC 3268 је још познат и под ознакама ESO 375-45, MCG -6-23-41, AM 1027-350, PGC 30949.